# Канадота-Лейк (Пенсільванія)
Канадота-Лейк (англ. Canadohta Lake) — переписна місцевість (CDP) в США, в окрузі Кроуфорд штату Пенсільванія. Населення — 503 особи (2020).

## Географія
Канадота-Лейк розташована за координатами 41°48′42″ пн. ш. 79°50′13″ зх. д. / 41.81167° пн. ш. 79.83694° зх. д. (41.811672, -79.836893).  За даними Бюро перепису населення США в 2010 році переписна місцевість мала площу 3,78 км², з яких 3,10 км² — суходіл та 0,69 км² — водойми.

## Демографія
Згідно з переписом 2010 року, у переписній місцевості мешкало 516 осіб у 237 домогосподарствах у складі 151 родини. Густота населення становила 136 осіб/км².  Було 1023 помешкання (270/км²).
Расовий склад населення:
| - 98,8 % — білих |

До двох чи більше рас належало 1,2 %. Частка іспаномовних становила 1,2 % від усіх жителів.
За віковим діапазоном населення розподілялося таким чином: 18,6 % — особи молодші 18 років, 65,7 % — особи у віці 18—64 років, 15,7 % — особи у віці 65 років та старші. Медіана віку мешканця становила 46,6 року. На 100 осіб жіночої статі у переписній місцевості припадало 104,0 чоловіків;  на 100 жінок у віці від 18 років та старших — 105,9 чоловіків також старших 18 років.
Середній дохід на одне домашнє господарство  становив 51 626 доларів США (медіана — 35 500), а середній дохід на одну сім'ю — 73 459 доларів (медіана — 58 056). Медіана доходів становила 35 750 доларів для чоловіків та 27 375 доларів для жінок. За межею бідності перебувало 7,1 % осіб, у тому числі 0,0 % дітей у віці до 18 років та 9,7 % осіб у віці 65 років та старших.
Цивільне працевлаштоване населення становило 257 осіб. Основні галузі зайнятості: виробництво — 27,2 %, транспорт — 11,7 %, будівництво — 10,1 %, освіта, охорона здоров'я та соціальна допомога — 8,6 %.